# Hieracium amphileion
Hieracium amphileion là một loài thực vật có hoa trong họ Cúc. Loài này được (Pohle & Zahn) Üksip mô tả khoa học đầu tiên năm 1960.